# Ice (TV-serie)
Ice är en amerikansk kriminaldramaserie från 2016 vars första säsong bestod av 10 avsnitt och hade premiär i november 2016. Serien fick kontrakt på en andra säsong, också den bestående av 10 avsnitt, innan den lades ned. Serien har svensk premiär på Viaplay den 2 maj 2023. Serien är skapad av Robert Munic och Ron Bass.

## Handling
Serien utspelar sig i Los Angeles och kretsar kring halvbröderna Jake och Freddy arbetar för sin far Isaac i diamantbranschen. Den internationella ädelstenshandeln kontrolleras av Pieter Van De Bruin som styr handelns regler.

## Roller i urval
- Jeremy Sisto – Freddy Green
- Cam Gigandet – Jake Green
- Raymond J. Barry – Isaac Green
- Ray Winstone – Cam Rose
- Audrey Marie Anderson – Ava Green
- Donald Sutherland – Pieter Van De Bruin
- Ella Thomas – Lala Agabaria
- Rey Gallegos – Carlos Vega
- Catherine Barroll – Sarah Rose
- Judi Shekoni – Lady Rah